# Crepuscolo di gloria (film 1928)
Crepuscolo di gloria (The Last Command) è un film del 1928 diretto da Josef von Sternberg. Il soggetto di Lajos Biró (che ottenne la candidatura per il miglior soggetto alla prima edizione degli Academy Awards, i Premi Oscar) deriva da un'idea di Ernst Lubitsch.

## Trama
Un vecchio generale zarista è costretto a mendicare particine di comparsa nei film hollywoodiani. Un famoso regista russo, Leo Andreiev, lo riconosce in una fotografia e ordina che al vecchio venga data una parte nel film che sta girando e che ha come soggetto il crollo della Russia zarista. Ricorda la Russia del 1917, quando viene catturato insieme a Natacha, un'attrice, dal generale Alexander. Leo viene imprigionato e frustato e Natacha accetta la corte del generale per poterlo uccidere. Ma quando giunge il momento, non ci riesce e gli dichiara il suo amore. Anzi, quando i rivoluzionari si impossessano del treno dove si trovano tutti, lo aiuta a evadere, consegnandogli una collana di cui si priva perché lui la possa usare per conquistare la libertà. Il treno salta in aria e Natacha muore.
Da quel momento, il generale resta afflitto da un tic nervoso, scuotendo continuamente la testa. Ormai povero, vecchio e solo, a Hollywood non gli resta che ricordare i tempi in cui lui, cugino dello zar, era uno degli uomini più potenti della Russia. Andreiev per il film, gli affida la parte di un generale che combatte alla testa dei suoi uomini: Alexander, con in mano una frusta, si esalta nella parte e crede veramente di essere tornato in guerra: guida i suoi all'ultimo assalto dopo averli incitati a combattere con un discorso alla truppa. Poi, sotto le luci dei riflettori, cade morto, vittima di un collasso. "Abbiamo vinto", sussurra a Andreiev che gli risponde. "Sì, altezza, abbiamo vinto".

## Produzione
Sternberg scrive nella sua autobiografia di essere lui autore del soggetto tratto da un'idea di Lubitsch, e non l'accreditato Lajos Biró: «i produttori mi avevano chiesto di mettere il suo nome (nei titoli) perché questo signor Biró figurava da anni sul loro libro paga: bisognava quindi giustificarlo in un modo o in un altro».

## Riconoscimenti
- 1929 - Premio Oscar
  - Miglior attore protagonista a Emil Jannings
  - Nomination Miglior soggetto a Lajos Biró

Nel 2006 è stato scelto per la conservazione nel National Film Registry della Biblioteca del Congresso degli Stati Uniti.